# Santa Evita
Santa Evita est un roman de l'auteur argentin Tomas Eloy Martinez paru en 1995.

## Résumé
Le roman se centre autour du personnage historique d’Eva Perón connue pour son implication politique en argentine. L'auteur raconte la vie de cette femme et les événements liés à sa mort. Il s'agit d'un roman historique et policier. 